# مدرسه تأیید
مدرسهٔ تأیید نام یکی از مدارس قدیم شهر همدان است. این مدرسه این مدرسه در سال۱۳۲۶٫ق تأسیس شد و در سال۱۲۹۶٫ش دارای ۶ کلاس، ۸ آموزگار و ۲۸۵ دانش آموز بود. در سال ۱۳۰۵٫ش یعنی در کمتر از ۱۰ سال تعداد آموزگاران مدرسه به ۱۱ نفر و عده شاگردان به ۲۳۸ نفر افزایش پیدا کرد. این مدرسه سال‌ها برپا بود و در دوره سلطنت رضاشاه به صورت مدرسه ابتدایی و متوسطه اداره می‌شد.